# Fransoys vanden Pitte

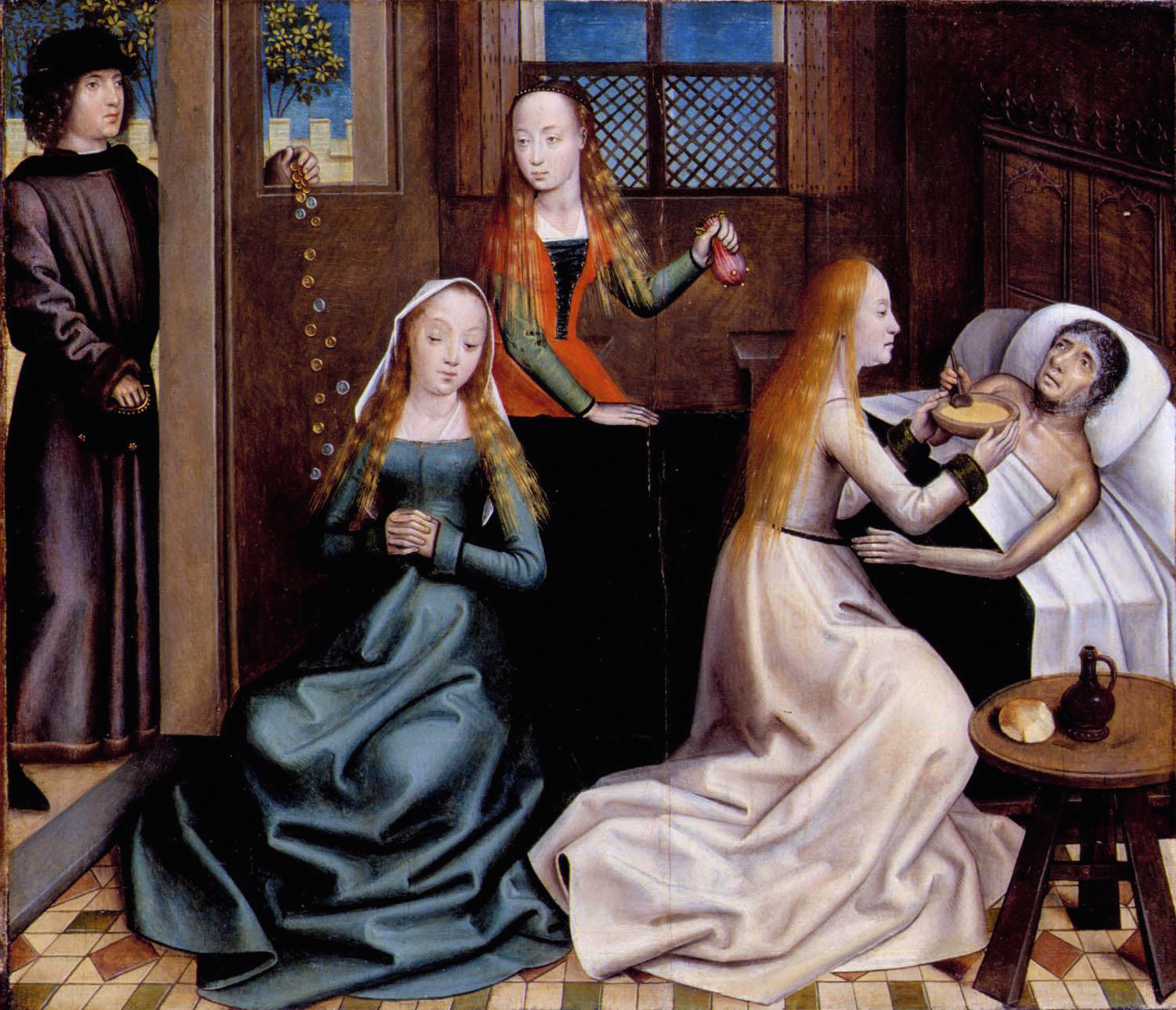
Sint-Nicolaastriptiek, zijluik., ca. 1500, Groeningemuseum, Brugge

Fransoys vanden Pitte was een Vlaams kunstschilder die in Brugge actief was in de tweede helft van de 15e eeuw. Hij maakte deel uit van de kunststroming die gekend is als de Vlaamse Primitieven. Fransoys vanden Pitte werd als meester opgenomen in het Brugse ambacht van beelden- en zadelmakers, waar ook de schilders toe behoorden, tussen 1453 en 1456. Vanden Pitte is niet terug te vinden op de lijsten van personen die het Brugs poorterschap gekocht hebben, hij moet dus in Brugge geboren zijn en heeft waarschijnlijk ook daar zijn opleiding gekregen. Hij overleed in Brugge waarschijnlijk in 1508.

## Biografie
Het moet hem in het laatste kwart van de 15e eeuw financieel voor de wind zijn gegaan, want hij figureert op de lijst van poorters die moesten bijdragen aan een gedwongen lening tijdens de oorlogsjaren van 1490-1491. Hij woonde toen in de Steenstraat. In 1466, 1475, 1477 en 1491 was hij vinder van het ambacht. Hij was lid van een schuttersgilde en gildebroeder in de broederschap van Onze-Lieve-Vrouw-ter-Snee.
De professionele activiteiten van deze artiest zijn overvloedig gedocumenteerd, men heeft hierover 77 documenten teruggevonden. Zijn oeuvre is zeer divers en overvloedig. Hij kreeg van de stad Brugge verscheidene opdrachten voor de verfraaiing van gebouwen, maar daarnaast schilderde hij ook wapenschilden en vlaggen zoals in 1477 de oorlogsstandaard van Maria van Bourgondië. Ook voor de versiering van kleding van de 'entremets', een soort toneelstukjes die werden opgevoerd tussen de verschillende gerechten bij de grote banketten, werd beroep gedaan op Fransoys vanden Pitte. In de periode 1481-1485 schilderde en verguldde hij beelden in de gevel van het stadhuis; hij zou er ook een aantal zelf ontworpen hebben. Als tussen 1481 en 1487 het belfort een torenspits krijgt werd de meester aangezocht voor de levering van een beeld van drie meter hoog van de aartsengel Michaël die de duivel onder zijn voeten vertrapt en met zijn lans doorboort.
Het is dus zeer waarschijnlijk dat Vanden Pitte, die met verschillende 'knechten' werkte, de gevelschildering grotendeels overliet aan zijn assistenten en zelf meer bezig was met het echte kunstschilderwerk zoals de figuren van Maria van Bourgondië en Filips de Schone. Hij schilderde vlaggen met de heilige Barbara en de heilige Sebastiaan.

## Toewijzing
Albert Janssens bestudeerde de anonieme Meesters van de Lucia- en Ursulalegende. Op basis van de periode van activiteit en de vermoedelijke overlijdensdatum, kwamen vier schilders in aanmerking voor identificatie met deze beide meesters. Volgens Janssens zouden Jan Dhervy en Jan Fabiaen afvallen omwille van hun opleiding buiten Brugge en, wat Fabiaen betreft, ook vanwege zijn veel latere overlijdensdatum. Van de overblijvende artiesten is ofwel Fransoys vanden Pitte ofwel Pieter Casenbroot dus, steeds volgens Janssens, waarschijnlijk de Meester van de Ursulalegende en de andere de Meester van de Lucia Legende. Van de eerste anonymus weten we dat zijn werk verwant was aan de miniatuurschildering en dat hij nagenoeg alleen kleine werken maakte. De beschrijving van de opdrachten van de stad aan Fransoys vanden Pitte gaan altijd over monumentale beelden. Op grond van deze argumenten komt men tot de identificatie van de Meester van de Lucialegende met Fransoys vanden Pitte. Absolute zekerheid over deze identificatie is er echter nog niet.

## Stijlkenmerken

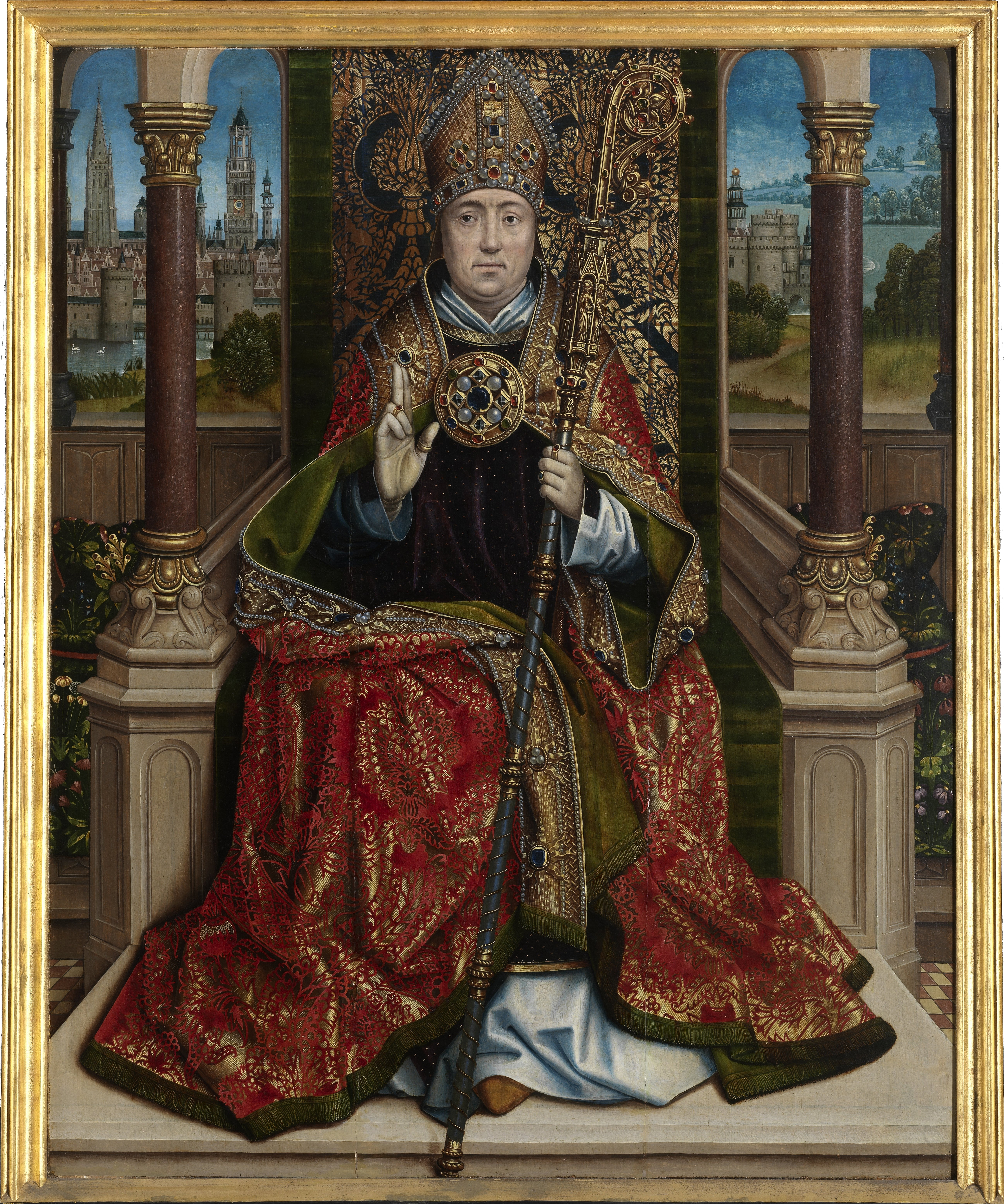
Sint-Nicolaastriptiek (middenpaneel), ca. 1500, Groeningemuseum, Brugge

Voortgaande op de associatie met de Meester van de legende van de heilige Lucia, kan men de volgende stijlkenmerken in aanmerking nemen.
De personages van de Meester zijn over het algemeen, stijf, marionetachtig met een stereotiepe fysionomie: een breed gelaat met donkere ogen en zware mond voor de mannen en een ovaal hoofd, rechte tamelijk brede oogspleten met sterk geschaduwde oogleden, dun en stijfhangend haar voor de vrouwen. De invloed van Hans Memling, de voornaamste Brugse kunstenaar uit die periode, is merkbaar en de kunstenaar gebruikte composities van Rogier van der Weyden. Sommigen zagen ook de invloed van Dirk Bouts in het werk, maar anderen menen dat een rechtstreekse invloed van Bouts niet kan aangetoond worden. Fierens-Gevaert wees in 1922 op de invloed van Hugo van der Goes op het werk van de Meester.
Op veel werken worden op de achtergrond gebouwen uit Brugge weergegeven. De datering van de werken kan onder meer worden afgeleid uit met name de weergave van het plaatselijke belfort, dat in deze periode een aantal opvallende verbouwingen onderging. Men kon op basis hiervan het werk van de Meester chronologisch rangschikken
Wat de stijlkenmerken betreft kan deze Meester vergeleken worden met de Meester van de Ursulalegende, maar ook de levensloop van beide kunstenaars verloopt merkwaardig parallel. Ze leefden bijna dertig jaar naast elkaar in dezelfde stad en waren lid van hetzelfde ambacht.

## Belangrijkste werken
Hierbij vindt men een lijst van de belangrijkste werken die traditioneel aan de Meester van de Lucialegende worden toegeschreven en die dus van de hand van Fransoys vanden Pitte zouden kunnen zijn.
- De legende van de heilige Lucia, 1483, Brugge, Sint-Jakobsberk.
- Virgo inter Virgines (De Maagd Maria met kind en vrouwelijke heiligen), ca. 1488, Brussel, Koninklijke Musea voor Schone Kunsten.[11]
- Retabel van de heilige Nicolaas, 1479-1505, Brugge, Groeningemuseum[12]
- Lamentatie, jaren 1490, Brugge, Groeningemuseum[13]
- Triptiek van de Lamentatie van Biskaje, 1480-1490, privéverzameling.[14]
- Lamentatie met Johannes de Doper en de heilige Catharina van Alexandrië, 1493-1501, Minneapolis Institute of Art[15]
- Tenhemelopneming van Maria, Washington D.C., National Gallery of Art.[16]
- De Maagd Maria in de rozentuin, Detroit Institute of Arts.[17]
- Piëta-triptiek, ca. 1475, Madrid, Thyssen-Bornemisza Collection
- Aanbidding van de wijzen, Cincinnati, Art Museum.[18]
- Triptiek van de heilige Catharina van Alexandrië, Pisa, Museo nazionale di San Matteo
- Triptiek van de Maagd met Kind, Los Angeles County Museum of Art.[19]
- Catharina van Alexandrië met de verslagen keizer, 1482, Philadelphia Museum of Art
- De heilige Hieronymus in een landschap, 1490, Upton House, National Trust
- De heilige Catharina van Alexandrië, Upton House, National Trust
- De heilige Johannes de Doper, Upton House, National Trust
- De heilige Sebastiaan 1480-1490, Privécollectie
- Maagd en Kind in een landschap, 1480-1490, Williamstown (Massachusetts), Sterling and Francine Clark Institute
- De heilige Lucia verzorgt de zieke man, 1486-1493, Brugge, Groeningemuseum
- De heilige Hieronymus, 1480-1500, Tokyo, Natonaal museum van westerse kunst